# Katt på hett plåttak
För filmen, se Katt på hett plåttak (film).
Katt på hett plåttak är en pjäs av Tennessee Williams. Pjäsen är en av den amerikanske dramatikerns mest kända arbeten. Pjäsen vann Pulitzerpriset för drama år 1955 och sätts ofta upp på nytt. Huvudtemat är missnöje och osanningar inom familjen och den samtida handlingen äger rum på en plantage i den amerikanska södern. 

## Handling
Berättelsen handlar om en familj i kris och fokuserar på makarna Brick och Maggie ("katten") Pollitts turbulenta relation och deras samspel med Bricks familj. Under en kväll på familjens gods i Mississippi, USA firar familjen till synes patriarken och magnaten "Big Daddy" (stora pappa) Pollitt. Maggie som är vacker och kvick flydde barndomens fattigdom när hon gifte in sig i den rika familjen. Nu är hon missnöjd med äktenskapet som inte uppfyller hennes förväntningar. Hon åsidosätts av Brick, en åldrande fotbollshjälte och blir ursinnig när han ignorerar sin brors ansträngningar att kontrollera familjens förmögenhet. Bricks likgiltighet och nästan kontinuerliga drickande började när hans vän Skipper nyligen dog av egen hand. Big Daddy vet inte om att han har cancer och att det här är hans sista födelsedag. Hans läkare och familj har konspirerat för att hålla denna information från honom och hans fru. Hans släktingar försöker ställa sig i bästa dager i hopp om att få en avgörande andel av Big Daddys enorma förmögenhet.

## Tema
Pjäsens tema är osanningar och lögnaktighet, ord som Brick använder för att beskriva sin avsky för världen. Samma tema kretsar också kring lögnerna i den amerikanska söderns åldrande samhällen i förfall. Förutom Brick ljuger hela familjen till Big Daddy och Big Mama, liksom läkarna. Big Daddy ljuger för sin fru. Pjäsen anspelar på homosexualitet i "Södern" och granskar kulturens komplicerade sociala regler. När Tennessee Williams arbetade med olika versioner av pjäsen var han själv inte klar över Bricks känslor för sin kamrat Skipper.

## Produktion
Det finns två versioner av pjäsen. Den första är influerad av regissören Elia Kazan som satte upp den på Broadway. Den andra hade premiär i London. Originaluppsättningen spelades av Barbara Bel Geddes som Maggie; Ben Gazzara som Brick; Burl Ives som Big Daddy; Mildred Dunnock som Big Mama; Pat Hingle som Gooper och Madeleine Sherwood som Mae. Barbara Bel Geddes var den enda i uppsättningen som nominerades för en Tony. Elia Kazan nominerades som bästa teaterregissör. Burl Ives och Madeleine Sherwood spelade samma roller i filmversionen år 1958.
I en ny uppsättning år 1974 medverkade Elizabeth Ashley, Keir Dullea, Fred Gwynne, Kate Reid och Charles Siebert. Elizabeth Ashley nominerades till en Tony. På 1970-talet turnerade också John Carradine och Mercedes McCambridge som Big Daddy och Big Mama. Tennessee Williams omarbetade version av pjäsen för den här produktionen inkluderade mycket text som han på begäran av Elia Kazan hade tagit bort från den första produktionen. Enligt Elizabeth Ashley lät Williams också skådespelarna granska hans olika versioner och anteckningar för att själva kunna göra tillägg till dialogen.

## Bearbetningar
Filmversionen öppnade på biograferna år 1958 med rollbesättningen Paul Newman, Elizabeth Taylor, Judith Anderson och Jack Carson; samt Burl Ives och Madeleine Sherwood som återskapade sina scenroller. Filmbolagens självcensur (Hays-koden) begränsade hur tydligt filmen kunde skildra Bricks förflutna sexuella attraktion till Skipper. Därmed avtog den kritik om homofobi och sexism som teaterpjäsen mottog. Filmen nominerades för flera Oscar, inklusive "bästa film."  Både Elizabeth Taylor och Paul Newman nominerades för sina roller och de flesta kritiker var överens om att filmen gett dem och Burl Ives deras bästa filmroller fram till den tidpunkten. Pjäsen filmatiserades också år 1976 och 1984.